# 真桜
真桜（マオ、本名：塚本 真央（つかもと まお）、1989年10月26日 - ）は、日本のミュージシャン、ヴォーカリスト。血液型はAB型。身長は155cm。
アニメソング限定で、さくらの名義でも活動しており、「双子の妹」を自称している。

## 人物
群馬県太田市にて、農家の娘として生まれる。夢は群馬県観光大使という程に地元好きだが、仕事の関係で現在は東京に住んでいる。
閉所恐怖症気味で地下鉄が苦手。地下鉄が止まるとパニックになりそうなぐらい嫌い。
ピアノを3歳からやっており、中学時代にバンドをやっていた。小中高は吹奏楽部でずっとパーカッションをやっていたとの事。中学3年生の時に、合唱コンクールで指揮者として優勝に導いた実績を持つ。
大学でもバンドを経験し、ヴォーカルやキーボードやドラムなど様々なパートを経験。しかし、この時はまだ小中高と続けていたパーカッションがとても好きだった模様。大学時代までの音楽ジャンルは主にクラシックであり、大学がJ-POPデビューだったとブログで綴られている。この大学時のバンド活動の中で、バンドの良さに目覚めている。
16歳の時に1年間、アメリカ・ミシガン州へ留学。その時も音楽からは離れずに、マーチングバンドをやるなどしていた。留学の経験を生かした語学能力でディズニーキャストの経験もある。
応援してくれる人をファンと呼ぶのを嫌い、親しみを込めてまおふれ（Mao Friendsの略）と呼んでいる。とても、まおふれ想いで知られている。
「さん」付けでの敬称で呼ばれるのが非常に苦手であるため、「真桜ちゃん、真桜、真桜姉（まおねえ）」などの呼称で呼ばれるのを好む。最近のニックネームは「まおてぃん」との事。

## 趣味・嗜好
無類の猫好きだが雑種の方が好きで、理由は「人間が決めた血統が嫌い」との事。現在飼っている猫は5匹。その両方とも弱って道端にいるところを介抱したことから飼い始めた。その猫好きっぷりは、何時かは猫を更に沢山拾ってきて、自分の家や部屋を猫屋敷にするのが夢とブログで語るほどである。
音楽は浜崎あゆみをよく聞く。本人いわく愛しているや好きではなく、神様として崇めている。CD・DVDもコンプリートしている。すべてのジャケット違いバージョンのCDも買い漁るほどの熱狂的なファン。毎年行われるライブツアーの関東公演はほとんど足を運んでいる。自身の音楽観にも浜崎あゆみの影響が強く反映されている。
多趣味で漫画やゲームも大好きである。少女漫画は好きではなく恋愛ものが苦手であり、神風怪盗ジャンヌなどファンタジー作品を好む。少年漫画のファンタジーも好きで、鋼の錬金術師はバイブルとして所有している。
週刊少年ジャンプをこよなく愛しており、銀魂も大好きで主人公の坂田銀時のコスプレをしたり、声優の杉田智和の追っかけもしていたほど。
ライブやイベントなどでは「二次元に旦那が3人いる」と常に豪語していて、初めて聞く人は冗談かと思うが実は本気である。
スター・ウォーズが好き。19歳でジェダイになっているはずだったとライブで言っていた。トイザらスでライトセイバーを買って目下修行中。ジョージ・ルーカスが好き。
大のディズニー好き。中でもリトル・マーメイドのアリエルをこよなく愛している。アリエルのグッズは15年以上コレクターをしている。

## 音楽活動
- 2012.03　トムス・エンタテインメント主催「声優+plus」参加（さくら名義）
- 2012.06　赤坂グラフィティ「あにまーとないと」ライブ参加
- 2012.07　テレビ東京系「音流〜OnRyu〜」注目アーティストPV放映
- 2012.07　テレビ東京系「探検ドリランド」OP「Together 〜探検ドリランド〜」（さくら名義）[4]
- 2012.08　ドリランドOP曲「Together〜探検ドリランド〜」CD発売（さくら）
- 2012.08　マキシシングル「時計の針が」CD発売、ディレクションはプリキュアシリーズの藤田昭彦が担当。
- 2012.08　ODAIBA レコ発イベント
- 2012.08　中京テレビ「24時間テレビ 「愛は地球を救う」」チャリティライブ2012 出演
- 2012.09　テレビ東京系「流派-R」9月度OPテーマ曲
- 2012.09　ムーブメントダンスフェスティバル苗場　出演
- 2012.09　2012東京ゲームショウ（幕張メッセ）GREEブース出演（さくら名義）
- 2012.10　ビッグエコー全店舗ロビーでPV紹介
- 2012.10　東京ラーメンショー出演
- 2012.12　「探検ドリランド」アルバム発売（さくら名義）
- 2012.12　赤坂グラフィティ「あにまーとないと」ライブ参加
- 2013.04　横浜BLITZ「TOKYO FASHION COLLECTION」ゲスト出演
- 2013.08  中京テレビ「24時間テレビ 「愛は地球を救う」」チャリティーライブ2013 出演
- 2013.10  赤坂グラフティ「あにまーとないと」ライブ参加
- 2013.10  テレビ東京系「探検ドリランド -1000年の真宝-」OP「「Go ahead! 〜SSR〜」（高橋秀幸andさくら with メッキ（柳原哲也）&シャッキ（宮本佳那子）名義）[5]
- 2013.10  テレビ東京系「開運!なんでも鑑定団」エンディング曲「ナイテモイイ」[6]
- 2013.11  3Dアニメーション映画「DRAGON FORCE」テーマ曲「DRAMATIC FORCE」[7]（MAO feat. Katsuki Maeda名義）
- 2013.12  真桜ワンマンライブ（ゲスト高橋秀幸）
- 2014.01　徳間ジャパンコミュニケーションズより「ナイテモイイ」CD発売
- 2014.04　テレビ東京系アニメ「探検ドリランド」絶対すごい!主題歌集 日本コロムビアから発売 （さくら名義）
- 2014.05  映画「眠り姫 Dream on Dreamer」エンディング担当　（AKB48/藤江れいな主演）
- 2014.08　ワンマンライブ「赤坂グラフィティ」
- 2015年11月6日、『弱虫Wisard』が徳間ジャパンコミュニケーションズより配信開始。「第68回秋季関東地区高校野球ダイジェスト〜ROAD TO センバツ〜」（群馬テレビ、とちぎテレビ、チバテレビ、テレビ埼玉、tvk）テーマソングに選ばれる。
- 2017〜2019、「声優だけのジャズパーティー」プリンスホテルパークタワー、ゲスト出演
- 2020〜2021、「声優だけのジャズパーティー」配信出演。
- 2021.06  第74回カンヌ国際映画祭マルシェ・ドゥ・フィルム部門出品作品「銀幕彩日」テーマ曲タイトル「Avec toi」担当（キャスト・ダイアモンド☆ユカイ他）
- 2021.11　ミュージカル「海の旅人バーレスク」出演、六行会ホール（キャスト・原田大二郎他）
- 2022.7　都弥可（ex.O's、Hati）とのツインボーカルのユニット、Akashic Recordsを結成。同年8月20日にお台場・青海R地区で開催の「Super Music Festival 2022」にて、同ユニットとしての初LIVEを敢行。

## タイアップ
| タイトル曲                  | タイアップ                                                                 | 備考                                                                 |
| --------------------------- | -------------------------------------------------------------------------- | -------------------------------------------------------------------- |
| Together 〜探検ドリランド〜 | テレビ東京系「探検ドリランド」オープニングテーマ                           | さくら名義                                                           |
| 時計の針が                  | テレビ東京系「流派-R」2012年9月度オープニングテーマ                        |                                                                      |
| Go ahead! 〜SSR〜           | テレビ東京系「探検ドリランド -1000年の真宝-」オープニングテーマ            | 高橋秀幸andさくら with メッキ（柳原哲也）&シャッキ（宮本佳那子）名義 |
| ナイテモイイ                | テレビ東京系「開運!なんでも鑑定団」エンディングテーマ                      |                                                                      |
| DRAMATIC FORCE              | 3Dアニメーション映画「DRAGON FORCE」テーマソング                           | MAO feat. Katsuki Maeda名義                                          |
| HIKARI                      | 映画「眠り姫 Dream on Dreamer」エンディングテーマ                          |                                                                      |
| 弱虫Wisard                  | 「第68回秋季関東地区高校野球ダイジェスト〜ROAD TO センバツ〜」テーマソング | 群馬テレビ、とちぎテレビ、チバテレビ、テレビ埼玉、tvk地区にて放送    |
| ANGELIC VOICE               | ラジオドラマ「ユニバース・バレンタイン」オープニングテーマ                 | Akashic Records名義                                                  |

## 番組出演
- ひかりTV「モデルプレスTV」レギュラー出演
- 2012.07　 ODAIBA TVゲスト出演
- 2013.02　 ラジオ日本「YUKKYマジカルランド」ゲスト出演
- 2012.10　 テレビ東京系「アニソンぷらす」出演（さくら名義）
- 2012.10　 文化放送「太田英明のMUSIC NEO」ゲスト出演
- 2013.02　 ラジオ日本「I LOVE BEAUTY」ゲスト出演
- 2021.05～ 市川うららFM サブパーソナリティレギュラー出演

## 交友関係
- 千葉真一 - 74歳回目の誕生日パーティーでハッピーバースデイを歌った。
- アニマートないとのメンバー（宮本佳那子、茂家瑞季、杉原由規奈、工藤真由、大森真理子、うちやえゆか）はLINEのメンバーらしい。
- 作家との関係が深いので知られる。水島康貴、青木久美子、大森祥子、前田克樹、大津美紀から提供を受けている
- モデルプレスTVの共演者である、重盛さと美、永田レイナと仲がいい。
- 「声優だけのジャズパーティー」出演者、まるたまり、金丸淳一、氷上恭子、一龍斎貞友、野島健児との親交。